# Nút giao thông Tokyo
Nút giao thông Tokyo (Tiếng Nhật: 東京インターチェンジ) còn được gọi là Tokyo IC (Tiếng Nhật: 東京IC) là điểm giao cắt số 1 của Đường cao tốc Tomei (AH1), nối liền Setagaya-ku, Tokyo, Nhật Bản. Đây là điểm cuối của Đường cao tốc Shuto tuyến 3 Tuyến Shibuya và điểm đầu của Đường cao tốc Tomei.  Lối vào/ra Đường cao tốc Shuto tuyến 3 Tuyến Shibuya được gọi là Lối ra Yōga (Tiếng Nhật: 用賀出入口).

## Lịch sử
- 25 tháng 4 năm 1968: Đường cao tốc Tomei Tokyo IC - Atsugi IC [ja] khai trương[1].
- 26 tháng 5 năm 1969: Với việc mở Ōi Matsuda IC [ja] và Gotemba IC [ja], tất cả các đoạn từ Tokyo IC đến Komaki IC [ja] đều được mở[1].
- 21 tháng 12 năm 1971: Đường cao tốc Shuto tuyến 3 Tuyến Shibuya lối vào/ra Shibuya [ja] - Tokyo IC khai trương[1].

## Xung quanh nút giao thông
- Công viên Kinuta [ja]
- Ga Yōga [ja]
- Tuyến Tokyo 311 Vòng Tuyến 8 [ja](Kanpachi, 環八)
- Quốc lộ 246 [ja]
- Nitori